# IC 2094
IC 2094 је спирална галаксија у сазвјежђу Еридан која се налази на листи објеката дубоког неба у Индекс каталогу.
Деклинација објекта је - 5° 21' 9" а ректасцензија 4h 48m 24,8s. Привидна величина (магнитуда) објекта IC 2094 износи 14,2 а фотографска магнитуда 15,0.